# 思特雅大学

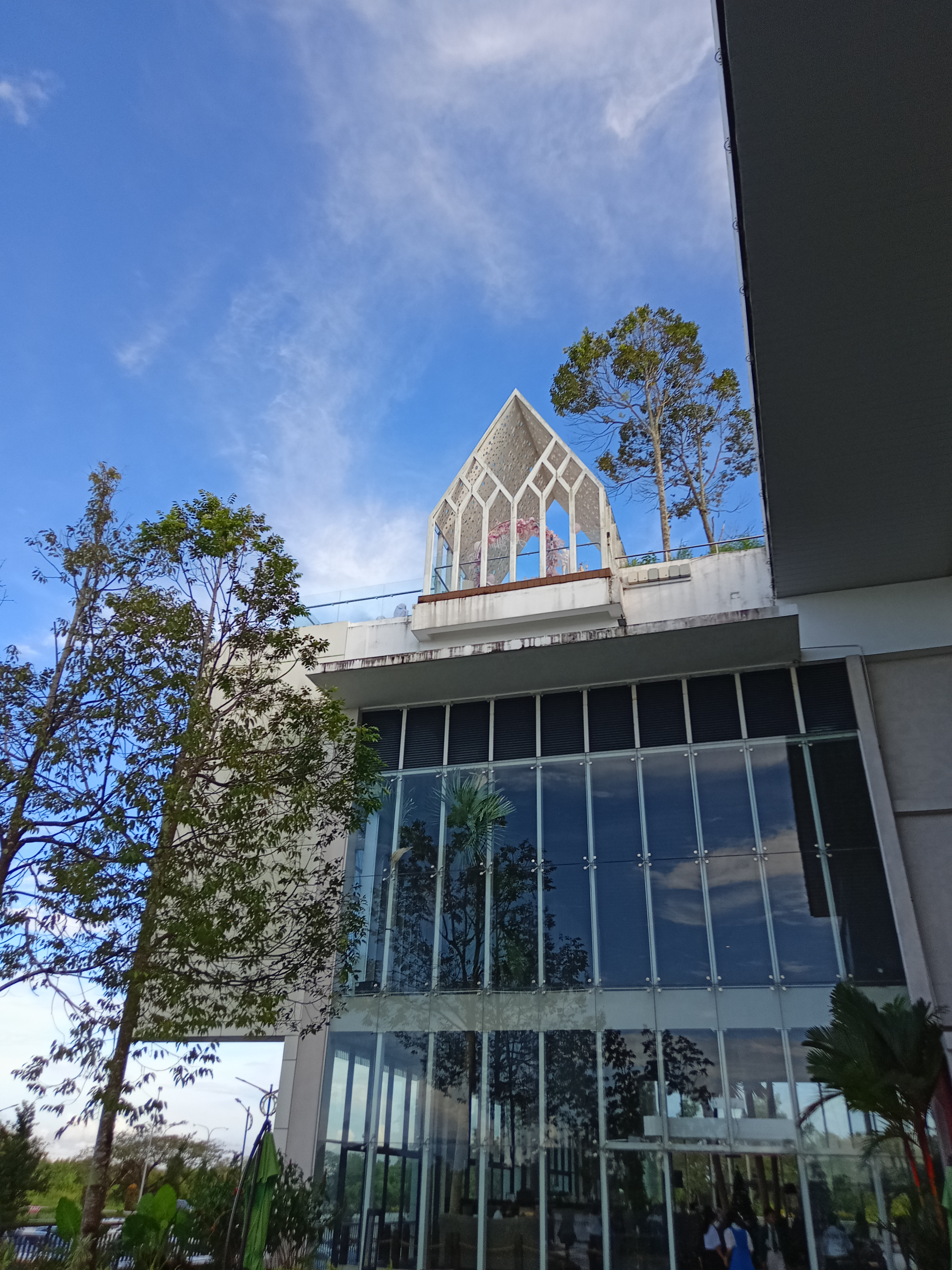
位于砂拉越古晋分校的思特雅大学一角。

思特雅大學，是一所馬來西亞高等院校，2003年成為第一所被馬來西亞教育部批准開設醫學課程的私立大學。現居世界大學排名第284位，马来西亚高校排名第七，其音乐学院是马来西亚最顶尖的音乐学府，坐落于马来西亚首都吉隆坡。成立于1986年，是马来西亚教育部批准成立。
其中，2022QS世界大学排名被评为表演艺术领域世界第19名，亚洲第2名的大学，同时是2023年QS世界大学排名第284名。

## 排名
UCSI于2021年荣获QS世界大学排名第391名。 
UCSI于2022年音乐专业荣获QS世界大学排名全球第19名。
UCSI于2022QS世界大学排名酒店与休闲管理专业第40。
UCSI于2022荣登QS亚洲大学排行榜第77位。
UCSI于2022QS毕业生就业竞争力排名荣获世界前250名，全马第三。
UCSI于2023年荣获QS世界大学排名第284名。 
UCSI于2013年被大马高等教育机构（SETARA）的级别评估系统评为第五等级。

## 著名校友
- 王建民 (1975年出生)
- 刘华才
- 童繽毓，马来西亚女艺人
- 郭修彧，马来西亚创作型歌手[2]

## 分院
- 砂拉越思特雅大学（英语：UCSI University, Sarawak Campus）